# Antonio De Witt (politico)
Antonio De Witt (Orbetello, 20 giugno 1828 – 27 dicembre 1889) è stato un politico italiano.

## Biografia
Nato ad Orbetello nella Maremma grossetana, studiò al seminario di Montefiascone, dove si distinse per la sua ottima memoria. Nel 1847 si iscrisse all'università di Pisa e l'anno successivo partecipò insieme ad altri studenti pisani alla battaglia di Curtatone e Montanara. Laureatosi in giurisprudenza nel 1850, si trasferì a Firenze, dove esercitò la professione di avvocato e sposò nel 1854 Rosa Pazzella, figlia del presidente della corte di cassazione fiorentina. Nel capoluogo toscano fu luogotenente relatore e membro del consiglio di disciplina degli ufficiali e dello stato maggiore della guardia nazionale.
Nel 1865 si candidò alle elezioni per la Camera dei deputati per il collegio di Scansano. Al ballottaggio del 29 ottobre risultò eletto con 530 voti, sconfiggendo il già deputato dello stesso collegio Vincenzo Ricasoli, il quale tuttavia riuscì a sua volta a battere il De Witt alle elezioni del 1867 per la legislatura successiva. De Witt fu nuovamente eletto nel novembre 1870 per l'XI legislatura.
Candidato anche nelle elezioni successive, non riuscì ad essere eletto, se non che nel 1876, in seguito all'annullamento della votazione che aveva premiato il deputato Isidoro Maggi, alla nuova rielezione raccolse i voti necessari a ritornare in Parlamento. Fu rieletto anche per la XIV legislatura nel maggio 1880. Al termine della legislatura, nel 1882, il collegio di Scansano venne riunito a Grosseto.
Massone, membro del Grande Oriente d'Italia, nel 1874 fu membro del Gran consiglio dell'ordine.
Il 4 ottobre 1889 venne eletto ispettore agli scavi della Maremma. Morì due mesi dopo, il 12 dicembre.